# 叠 (数学)
叠（Stack）或2层（2-sheaf）是在范畴而非集合上取值的层。叠用于形式化下降理论的一些主要构造，以及在不存在精细模空间时构造精细模叠。
下降理论关注的是同构、相容几何对象（如拓扑空间上的向量丛）可在拓扑基的限制之下“粘合在一起”的情形的推广。在更一般的情景中，限制推广为拉回；纤维范畴是讨论这种粘合的可能性的良好框架。叠的直观含义是“所有粘合都有效”的纤维范畴。要说明粘合，就要定义能考虑粘合的覆盖；事实证明，描述覆盖的通用语言就是格罗滕迪克拓扑。因此，形式化地说，叠是另一个基范畴上的纤维范畴，前者具备格罗滕迪克拓扑，后者满足的公理确保一部分粘合对格罗滕迪克拓扑的存在性与唯一性。

## 概述
叠是代数叠（也称作阿廷叠）和德利涅-芒福德叠的基础结构，推广了概形与代数空间，十分有助于模空间研究。其包含关系是：
概形 ⊆ 代数空间 ⊆ 德利涅–芒福德叠 ⊆ 代数叠（阿廷叠） ⊆ 叠。
Edidin (2003)、Fantechi (2001)简要介绍了叠，Gómez (2001)、Olsson (2007)、Vistoli (2005)做了更详细的介绍，Laumon & Moret-Bailly (2000)描述了更高级的理论。

## 动机与历史
叠概念源于Grothendieck (1959)对有效下降数据的定义。
格罗滕迪克在1959年给塞尔的一封信中指出，构建良好模空间的一个基本障碍是自同构的存在。若某问题的模空间由于有自同构而不存在，那么仍有可能构造一个模叠。
Mumford (1965)在叠有正式定义之前就研究了椭圆曲线的模叠的皮卡第群。第一个叠的定义见于Giraud （1966, 1971），“叠”（stack）由Deligne & Mumford (1969)引入，取代原法语的champ“场、域”。论文中，他们还引入了德利涅–芒福德叠,，他们称之为“代数叠”，不过这个术语现在一般指 Artin （1974）提出的阿廷叠。
在用群作用定义概形之商时，可以发现概形与商的理想属性往往不可能共存。例如，若几个点有非平凡的稳定器，那么范畴商不会在概形中，而会作为叠存在。
同样地，曲线、向量丛及其他几何对象的模空间通常最好定义为叠而非概形。模空间的构造一般是先构造能参数化问题对象的大空间，再用群作用取商，以考虑具有自同构的对象，它们被重复计算了。

## 定义

### 抽象叠
有范畴c及到范畴C的函子，若对C中任意态射{\displaystyle F:X\to Y}、c中任意对象y（在函子下都有像Y）都有y对F的回拉{\displaystyle f:x\to y}，则函子与范畴c统称为C上的纤维范畴。这意味着，具有像F的态射使任意像为{\displaystyle G=F\circ H}的态射{\displaystyle g:z\to y}可通过c中的唯一态射{\displaystyle h:z\to x}分解为{\displaystyle g=f\circ h}，使函子从h映射到H。元素{\displaystyle x=F^{*}y}称作y沿F的拉回，在规范同构意义上是唯一的。
若范畴c在C上纤维化，且对任意U、C的对象以及c中像为U的对象x、y，从上范畴C/U到集合的函子，取{\displaystyle F:\ V\to U}到{\displaystyle {\rm {Hom}}(F*x,\ F*y)}是层，则范畴c称作前叠。这一术语与层理论中的并不一致：前叠是分离的前层的类似物，而非前层。有人认为，这是叠而非前叠的性质。
若范畴c是C上的前叠，且每个下降数据（descent datum）都有效，则称范畴c是范畴C上具有格罗滕迪克拓扑的叠。下降数据大致包括：C中对象V被一族Vi覆盖，纤维元素xi在Vi上，且xi、xj限制间的态射fji到达{\displaystyle V_{ij}=V_{i}\times _{V}V_{j}}，并满足相容条件{\displaystyle f_{ki}=f_{kj}f_{ji}}。若元素{\displaystyle x_{i}}本质上是元素x的拉回，且x的像为V，则称下降数据有效。
若叠在广群也纤维化，即其纤维（C的对象的逆像）是广群，则称之为广群叠或 (2,1)层 。有人用“叠”指更具限制性的广群叠。

### 代数叠
代数叠或阿廷叠是广群X中、fppf址上的叠，使X的对角映射是可表示的，且存在从某概形（与叠相关联）到X的光滑满射。若对从某概形（与叠相关联）到X的每个态射{\displaystyle S\rightarrow X}，纤维积{\displaystyle Y\times _{X}S}同构于（与叠相关联的）代数空间，则称叠的态射{\displaystyle Y\rightarrow X}是可表示的。叠的纤维积由一般的泛性质定义，并将图交换的要求改为2交换。
对角可表示性背后的动机是：对角态射{\displaystyle \Delta :{\mathfrak {X}}\to {\mathfrak {X}}\times {\mathfrak {X}}}是可表示的，当且仅当对代数空间任意一对态射{\displaystyle X,Y\to {\mathfrak {X}}}，其纤维积{\displaystyle X\times _{\mathfrak {X}}Y}可表示。
德利涅–芒福德叠是代数叠X，使概形到X的平展满射存在。粗略地说，德利涅-芒福德叠可看作是对象没有无穷小自同构的代数叠。

#### 代数叠的局部结构
自代数叠诞生以来，人们就期望它们是形式为{\displaystyle [{\text{Spec}}(A)/G]}的局部商叠，其中{\displaystyle G}是线性约化代数群。最近证明了这一点给定在代数闭域k上有限类的拟分离的局部代数叠{\displaystyle {\mathfrak {X}}}，其稳定子为仿射，且{\displaystyle x\in {\mathfrak {X}}(k)}是光滑闭点，有线性约化稳定子群{\displaystyle G_{x}}，其中存在GIT商{\displaystyle (U,u)\to (N_{x}//G_{x},0)}的平展覆盖，当中{\displaystyle N_{x}=(J_{x}/J_{x}^{2})^{\vee }}，使得图
{\displaystyle {\begin{matrix}([W/G_{x}],w)&\to &([N_{x}/G_{x}],0)\\\downarrow &&\downarrow \\(U,u)&\to &(N_{x}//G_{x},0)\end{matrix}}}
是笛卡尔的，并存在平展态射
{\displaystyle f:([W/G_{x}],w)\to ({\mathfrak {X}},x)}
在{\displaystyle w}、{\displaystyle x}处引起稳定子群的同构。

## 例子

### 基本例子
- 从具有格罗滕迪克拓扑的范畴C出发的每个层{\displaystyle {\mathcal {F}}:C^{op}\to Sets}可规范地转变为叠。对于对象{\displaystyle X\in {\text{Ob}}(C)}，而非集合{\displaystyle {\mathcal {F}}(X)}，有以{\displaystyle {\mathcal {F}}(X)}的元素为对象的广群，箭头为恒等态射。
- 更具体地说，令{\displaystyle h}为反变函子

{\displaystyle h:(Sch/S)^{op}\to Sets}
则它决定了下面的范畴{\displaystyle H}
1. 对象是一对{\displaystyle (X\to S,x)}，包含概形{\displaystyle X\in (Sch/S)^{op}}与元素{\displaystyle x\in h(X)}
2. 态射{\displaystyle (X\to S,x)\to (Y\to S,y)}包含态射{\displaystyle \phi :X\to Y\in (Sch/S)}使得{\displaystyle h(\phi )(y)=x}。

通过遗忘函子{\displaystyle p:H\to (Sch/S)}，范畴H是{\displaystyle (Sch/S)}上的纤维范畴。例如。若X是{\displaystyle (Sch/S)}中的概形，则它就决定了反变函子{\displaystyle h=\operatorname {Hom} (-,X)}，对应的纤维范畴就是与X相关的叠。叠（或前叠）可视为这种构造的变体的结果。事实上，任何具有准紧对角的概形{\displaystyle X}都是与概形X相关联的代数叠。

### 对象的叠
- 群叠。
- 向量丛的模叠：向量丛{\displaystyle V\to S}的范畴是拓扑空间范畴S上的叠。{\displaystyle V\to S}到{\displaystyle W\to T}的态射包含{\displaystyle S\to T}、{\displaystyle V\to W}的连续映射（在纤维上线性），这样有明显的平方交换。之所以说这是纤维范畴，是因为可在拓扑空间的连续映射上取向量丛的回拉；而之所以说下降数据是有效的，是因为可通过粘合开覆盖的元素上的向量丛，以构造空间上的向量丛。
- 概形上准相干层的叠（关于fpqc拓扑和更弱的拓扑）
- 基概形上仿射概形的叠（同样关于fpqc拓扑和更弱的拓扑）

### 叠构造

#### 叠商
若{\displaystyle X}是概形{\displaystyle (Sch/S)}、G是作用于X的光滑仿射群概形，则有商代数叠{\displaystyle [X/G]}，将概形{\displaystyle Y\to S}带到S-概形Y上的G扭子的广群，当中G等变映射到X。明确地说，给定具有G作用的空间X，就形成叠{\displaystyle [X/G]}，（直观地说）其将空间Y送到回拉图
{\displaystyle [X/G](Y)={\begin{Bmatrix}Z&{\xrightarrow {\Phi }}&X\\\downarrow &&\downarrow \\Y&{\xrightarrow {\phi }}&[X/G]\end{Bmatrix}}}
的广群，其中{\displaystyle \Phi }是空间的G等变态射，{\displaystyle Z\to Y}是主G丛。此范畴中的态射只是图的态射，右侧箭头相等，左侧箭头为主G丛的态射。

#### 分类叠
X为点是特殊情形给出了光滑仿射群概形G的分类叠BG：{\displaystyle {\textbf {B}}G:=[pt/G].}这样命名是因为范畴{\displaystyle \mathbf {B} G(Y)}（Y上的纤维）正是Y上主G丛的范畴{\displaystyle \operatorname {Bun} _{G}(Y)}。
注意{\displaystyle \operatorname {Bun} _{G}(Y)}本身可视作叠，即Y上主G丛的模叠。
这个构造的一个重要子例是{\displaystyle \mathbf {B} GL_{n}}，其是主{\displaystyle GL_{n}}丛的模叠。由于主{\displaystyle GL_{n}}丛的数据等同于n秩向量丛的数据，这与n秩向量丛{\displaystyle Vect_{n}}的模叠同构。

##### 线丛的模叠
线丛的模叠是{\displaystyle B\mathbb {G} _{m}}，因为每个线丛都与一个主{\displaystyle \mathbb {G} _{m}}丛规范同构。事实上，给定概形S上的线丛L，相对的spec
{\displaystyle {\underline {\text{Spec}}}_{S}({\text{Sym}}_{S}(L^{\vee }))\to S}
给出了一个几何线丛。去掉零段的像，就得到了主{\displaystyle \mathbb {G} _{m}}丛。反过来，可以从表示{\displaystyle id:\mathbb {G} _{m}\to {\text{Aut}}(\mathbb {A} ^{1})}重建相关联的线丛。

#### 束（Gerbe）
束（Gerbe）是广群中的叠，总有非空范畴。例如对群G，给每个概形分配概形上主G丛的广群的平凡束{\displaystyle BG}。

#### 相对spec & proj
若A是概形S上的代数叠X中的准相干代数层，则有叠Spec(A)，其推广了交换环A的谱Spec(A)的构造。Spec(A)的对象由S概形T、{\displaystyle X(T)}的对象x、从{\displaystyle x^{*}(A)}到T的坐标环{\displaystyle O(T)}的代数层的态射给出。
若A是概形S上的代数叠X中的分次代数的准相干层，则有叠Proj(A)，其推广了分次环A的射影概形Proj(A)的构造。

### 模叠

#### 曲线的模
- Mumford (1965)研究了椭圆曲线的模叠M1,1，并证明其皮卡第群是12阶循环群。对复数上的椭圆曲线，对应的叠相似于上半平面对模群作用的商。
- 代数曲线的模空间{\displaystyle {\mathcal {M}}_{g}}定义为给定亏格g的光滑曲线的普遍族，并不作为代数簇出现，因为有些曲线允许非平凡自同构。但有模叠{\displaystyle {\mathcal {M}}_{g}}，可以很好代替不存在的光滑亏格g曲线的精细模空间。更一般地说，有n个标记点的亏格‘’g曲线的模叠{\displaystyle {\mathcal {M}}_{g,n}}。一般来说它是代数叠，对{\displaystyle g\geq 2}或{\displaystyle g=1,n\geq 1}或{\displaystyle g=0,n\geq 3}（即当曲线的自同构群为有限群时）是德利涅-芒福德叠。这一模叠有一个完备化，包含稳定曲线（给定g、n）的模叠，其在Spec Z上是正规（proper）的。例如，{\displaystyle {\mathcal {M}}_{0}}是射影一般线性群的分类叠{\displaystyle B{\text{PGL}}(2)}（定义{\displaystyle {\mathcal {M}}_{1}}时必须用代数空间而非概形来构造） 。

#### 孔采维奇模空间
另一类得到广泛研究的模空间是孔采维奇模空间，其参数化了亏格固定的曲线与像反映固定上同调类的空间X之间的固定映射的空间。这些模空间表示为
{\displaystyle {\overline {\mathcal {M}}}_{g,n}(X,\beta )}
并可能有不受控制的行为，如成为分量的维数不相等的可约叠。例如，模叠
{\displaystyle {\overline {\mathcal {M}}}_{1,0}(\mathbb {P} ^{2},3[H])}
有由开子集{\displaystyle U\subset \mathbb {P} ^{9}=\mathbb {P} (\Gamma (\mathbb {P} ^{2},{\mathcal {O}}(3)))}参数化的光滑曲线。在模空间边界上，曲线可能退化为可约曲线，存在参数化可约曲线的子叠，其0亏格分量和1亏格分量交于一点，映射将1亏格曲线送到一点。由于所有这样的1亏格曲线都由U参数化，且曲线在1亏格曲线的何处相交又有1维选择，因此边界分量的维度为10。

#### 其他模叠
- 皮卡德叠推广了皮卡德簇。
- 形式化群法则的模叠分类了形式化群法则。
- 诸如有限射影空间、形式概形之类的ind概形是叠。
- F-层的模叠用于几何朗兰兹纲领。

### 几何叠

#### 加权射影叠
构建加权射影空间要取某{\displaystyle \mathbb {A} ^{n+1}-\{0\}}对{\displaystyle \mathbb {G} _{m}}作用的商簇。特别地，作用将元组
{\displaystyle g\cdot (x_{0},\ldots ,x_{n})\mapsto (g^{a_{0}}x_{0},\ldots ,g^{a_{n}}x_{n})}
而此作用的商给出加权射影空间{\displaystyle \mathbb {WP} (a_{0},\ldots ,a_{n})}。由于这可看做是叠商，加权射影叠:30是
{\displaystyle {\textbf {WP}}(a_{0},\ldots ,a_{n}):=[\mathbb {A} ^{n}-\{0\}/\mathbb {G} _{m}]}
取线丛{\displaystyle f\in \Gamma ({\textbf {WP}}(a_{0},\ldots ,a_{n}),{\mathcal {O}}(a))}中加权多项式的趋零轨道，可得叠加权射影簇。

#### 叠曲线
叠曲线或轨线（orbicurve）可通过取曲线态射对一般点上的覆盖的单值群的叠商来构造。例如，取（通常是平展的）射影态射
{\displaystyle {\text{Proj}}(\mathbb {C} [x,y,z]/(x^{5}+y^{5}+z^{5}))\to {\text{Proj}}(\mathbb {C} [x,y])}
域对{\displaystyle \mu _{5}}的叠商给出带叠点的{\displaystyle \mathbb {P} ^{1}}，其在{\displaystyle x/y}表的第5个单位根处具有稳定群{\displaystyle \mathbb {Z} /5}。这是因为这些点是覆盖的分歧点。

#### 非仿射叠
非仿射叠的例子如有两个叠原点的半线。其可构造为{\displaystyle [\mathbb {G} _{m}/(\mathbb {Z} /2)]\to [\mathbb {A} ^{1}/(\mathbb {Z} /2)]}的两个包含的上极限。

## 代数叠上的准相干层
在代数叠上可构造一个准相干层范畴，类似于概形上的准相干层范畴。
准相干层大致是指局部看起来像环上的模层。第一个问题是明确“局部”：这涉及格罗滕迪克拓扑的选择，有许多选择，都有不能让人完全满意的问题。格罗滕迪克拓扑应足够强大，使叠在其中局部仿射：概形在扎里斯基拓扑中局部仿射，因此它对概形来说是好选择。塞尔发现代数空间和德利涅-芒福德叠在平展拓扑中是局部仿射的，因此通常用平展拓扑来处理它们，而代数叠在光滑拓扑中是局部仿射的，因此这时可用光滑拓扑。对于普通的代数叠，平展拓扑没有足够的开集：如若G是光滑连通群，则分类叠BG的唯一平展覆盖就是各份BG的联合，不足以给出正确的准相干层理论。
一般不把光滑拓扑用于代数叠，而是用其修正，即光滑平展拓扑（Lis-Et拓扑），具有与光滑拓扑相同的开集，但开覆盖由平展给出，而非光滑映射。这通常似乎会导致一个等价的准相干层范畴，但更易使用：例如，它更容易与代数空间上的平展拓扑相比较。光滑平展拓扑有个微妙的技术问题：叠之间的态射一般不会给出对应拓扑斯之间的态射。（问题在于，虽然可据拓扑斯的几何态射的需要，构造一对伴随函子f*, f*，但f*在一般情况下并不精确。这个问题在论文和书籍中造成了很多错误。）这意味着，在叠态射下构造准相干层的拉回需要额外努力。
用更精细的拓扑也是可能的。大多数合理的“足够大”的格罗滕迪克拓扑似乎都能引出等价的准相干层范畴，但拓扑越大就越难处理，所以只要有够多的开集，人们会更倾向于用较小的拓扑。例如，大fppf拓扑与光滑平展拓扑引出的准相干层范畴基本相同，但有个微妙的问题：拓扑中，准相干层到{\displaystyle O_{X}}模的自然嵌入并不精确（一般不保核）。

## 其他种类的叠
微分叠与拓扑叠的定义与代数叠类似，只是仿射概形的底层范畴换成了光滑流形或拓扑空间。
更一般地，可定义n层或n-1叠，大致是一种在n-1个范畴上取值的叠。有几种不等价的方法可以做到这一点。1层与层相同，2层与叠相同，称作高阶叠。
一个非常相似的推广是在非离散对象（即空间实际上是代数拓扑中的谱）上发展的叠理论，得到的类叠对象被称为派生叠（或谱叠）。雅各·卢里正在撰写的《谱代数几何》研究了一种推广，他称之为谱德利涅–芒福德叠，根据定义是成环∞拓扑斯，在{\displaystyle \mathbb {E} _{\infty }}环的平展谱上是局部平展的（这概念包含了派生概形的概念，至少在特征为0时如此）。

## 集合论问题
叠理论的通常基础存在一些小的集合论问题，因为叠常被定义为集合范畴的某些函子，因此不是集合。有几种方法可以解决这个问题：
- 使用格罗滕迪克全集：叠是某固定格罗滕迪克全集的类之间的函子，于是类与叠是更大的格罗滕迪克全集中的集合。这种方法的缺点是，必须假设存在足够多的格罗滕迪克全集，这本质上是个大基数公理。
- 将叠定义为秩足够大的集合间的函子，并仔细记录所用集合的秩。它的问题是，涉及一些额外的、令人厌烦的标记。
- 利用集合论的反射原理，即可以找到ZFC公理的任何有限片段的集合模型，以证明能自动找到与所有集合的全集足够接近的集合。
- 也可以完全忽略这个问题。这是许多学者采用的做法。

## 脚注
1. ↑  Alper, Jarod; Hall, Jack; Rydh, David. . Annals of Mathematics. 2020, 191 (3): 675–738. ISSN 0003-486X. JSTOR 10.4007/annals.2020.191.3.1. S2CID 3225788. doi:10.4007/annals.2020.191.3.1. hdl:10150/641331 .
2. ↑  Heinloth, Jochen, , Affine Flag Manifolds and Principal Bundles (Basel: Springer Basel), 2009-01-29: 123–153, ISBN 978-3-0346-0287-7, doi:10.1007/978-3-0346-0288-4_4
3. 1 2  Massarenti, Alez.  (PDF): 1–4. （原始内容存档 (PDF)于2018-01-23）.
4. ↑  Fantechi, Barbara; Mann, Etienne; Nironi, Fabio. . 2009-09-22. arXiv:0708.1254  [math.AG].
5. ↑  See, for example, Olsson, Martin. . Journal für die reine und angewandte Mathematik. 2007, 2007 (603): 55–112. MR 2312554. S2CID 15445962. doi:10.1515/CRELLE.2007.012.

### 教学
- Behrend, Kai; Conrad, Brian; Edidin, Dan; Fulton, William; Fantechi, Barbara; Göttsche, Lothar; Kresch, Andrew, , 2006, （原始内容存档于2008-05-05）
- Goméz, Tomás, , 1999, Bibcode:1999math.....11199G, arXiv:math/9911199  is an expository article describing the basics of stacks with examples.
- Edidin, Dan,  (PDF), Notices of the AMS, 2003, 50 (4): 458–459  [2023-11-27], （原始内容存档 (PDF)于2023-01-29）

### 文献综述
- https://maths-people.anu.edu.au/~alperj/papers/stacks-guide.pdf （页面存档备份，存于）
- http://stacks.math.columbia.edu/tag/03B0 （页面存档备份，存于）

## 阅读更多
- Morava, Jack. . 2012. arXiv:1202.0684  [math.CT].